# Rio Henares
O rio Henares é um rio do centro de Espanha, afluente pela margem esquerda do rio Jarama, por sua vez afluente do rio Tejo. Atravessa as comunidades autónomas de Castela-La Mancha (na província de Guadalajara) e Madrid. 
Os núcleos urbanos mais importantes por onde passa o rio Henares são Azuqueca de Henares, Guadalajara, Jadraque, Humanes e Sigüenza, na província de Guadalajara e Alcalá de Henares, Mejorada del Campo e Torrejón de Ardoz, na província de Madrid.

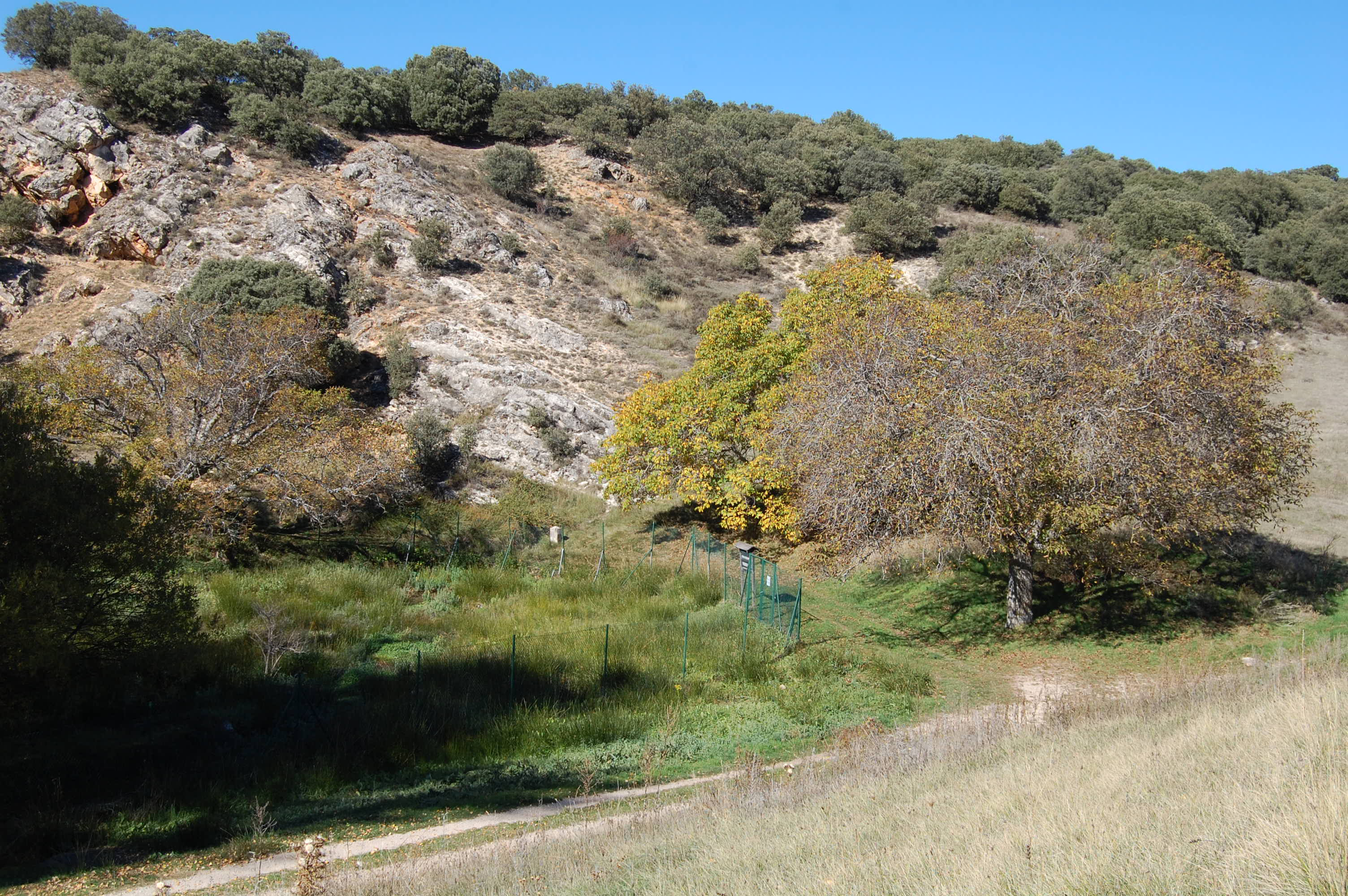
Nascente do rio Henares em Horna.

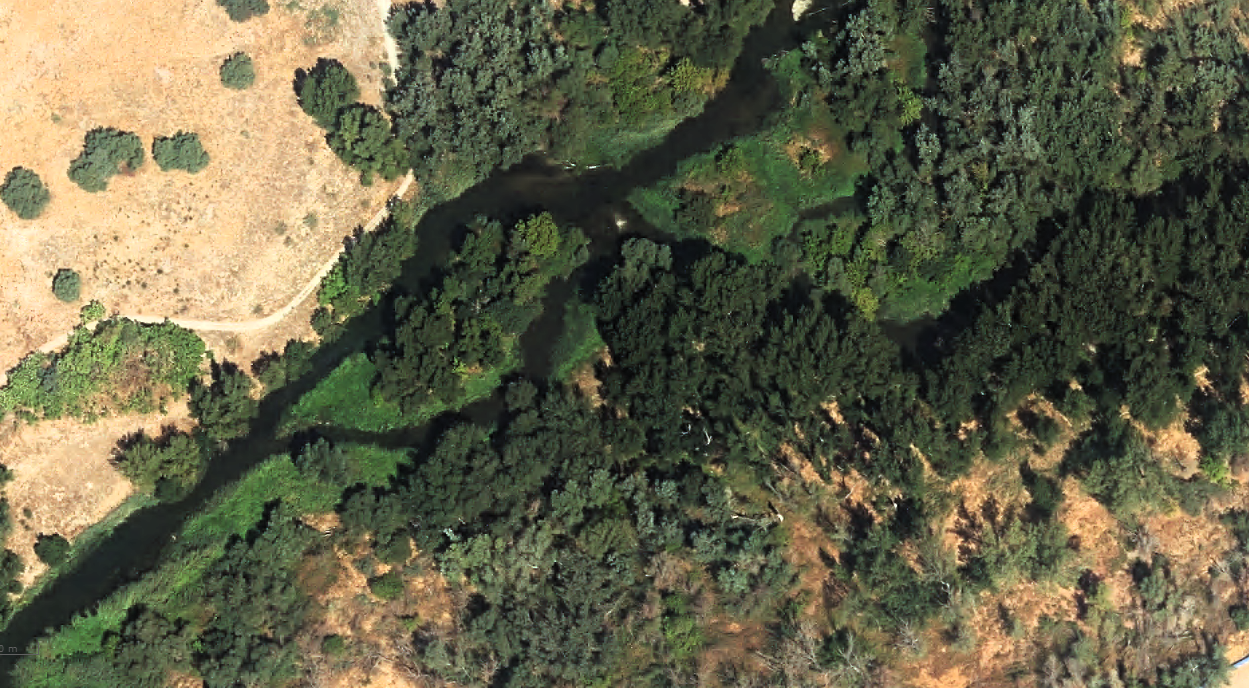
Foz no rio Jarama.